# Sune Bergström
Karl Sune Detlof Bergström, född 10 januari 1916 i Stockholm, död 15 augusti 2004 i Stockholm, var en svensk biokemist och kemist samt nobelpristagare i medicin.

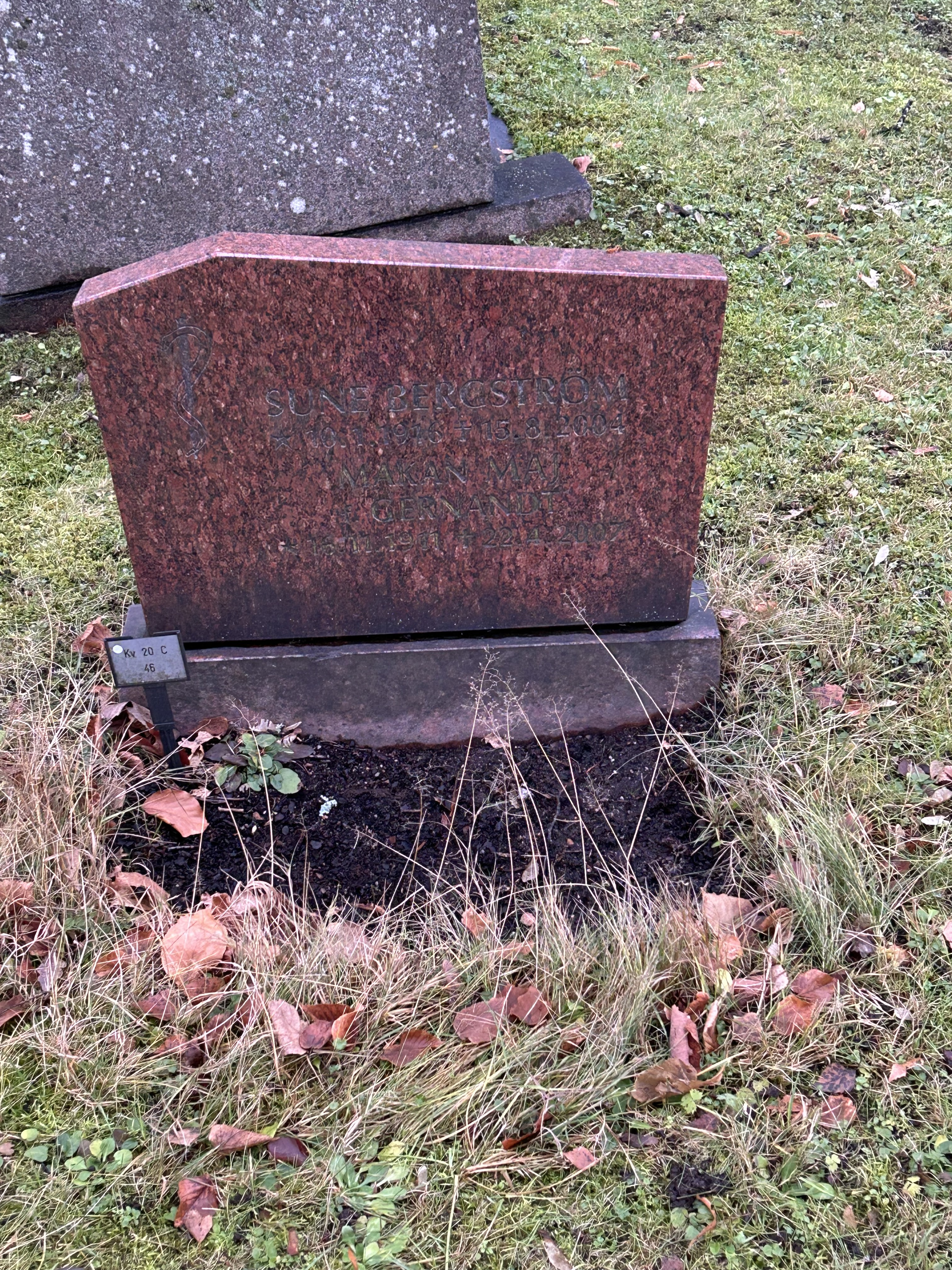
Graven på Norra begravningsplatsen

## Biografi
Bergström studerade i England, Schweiz och Förenta staterna samt vid Karolinska Institutet, där han 1944 disputerade och blev docent i biokemi. Han hade då sedan två år arbetat som assistent vid Nobelinstitutets biokemiska avdelning. Tjänsten som docent behöll han till 1947, då han erhöll professuren i medicinsk och fysiologisk kemi vid Lunds universitet. År 1958 återvände han till Karolinska Institutet, nu som professor i kemi. Här stannade han kvar till 1980, då han blev emeritus. Bergström var vid sidan av professuren även rektor för Karolinska Institutet under åren 1969–1977.
Han blev ledamot av Kungliga Ingenjörsvetenskapsakademien 1962 och av Kungliga Vetenskapsakademien 1965, var ordförande i Nobelstiftelsen 1975–87 och var preses (ordförande) för Vetenskapsakademien 1983. 
År 1977 fick han Albert Lasker Basic Medical Research Award tillsammans med Bengt Samuelsson och britten John R. Vane. 1982 tilldelades Bergström Nobelpriset i fysiologi eller medicin, även då tillsammans med Bengt Samuelsson och John R. Vane för deras "upptäckter rörande prostaglandinerna och därmed nära anknutna biologiskt aktiva substanser".
Sune Bergström var son till förste statshydrografen Sverker Bergström och Wera Wistrand. Han var gift från 1943 med Maj Bergström (1911–2007), född Gernandt, som var dotter till fabrikör Ernest Gernandt. Sune Bergström var far till Rurik Reenstierna, tidigare Bergström, och Svante Pääbo. Båda sönerna är födda 1955, men med olika mödrar.

## Utmärkelser
- Kommendör av första klass av Kungl. Nordstjärneorden, 3 december 1974.[16]